# Doxocopa thoe
Doxocopa thoe är en fjärilsart som beskrevs av Jean Baptiste Godart 1824. Doxocopa thoe ingår i släktet Doxocopa och familjen praktfjärilar. Inga underarter finns listade i Catalogue of Life.